# Se alguém não quer trabalhar, que também não coma

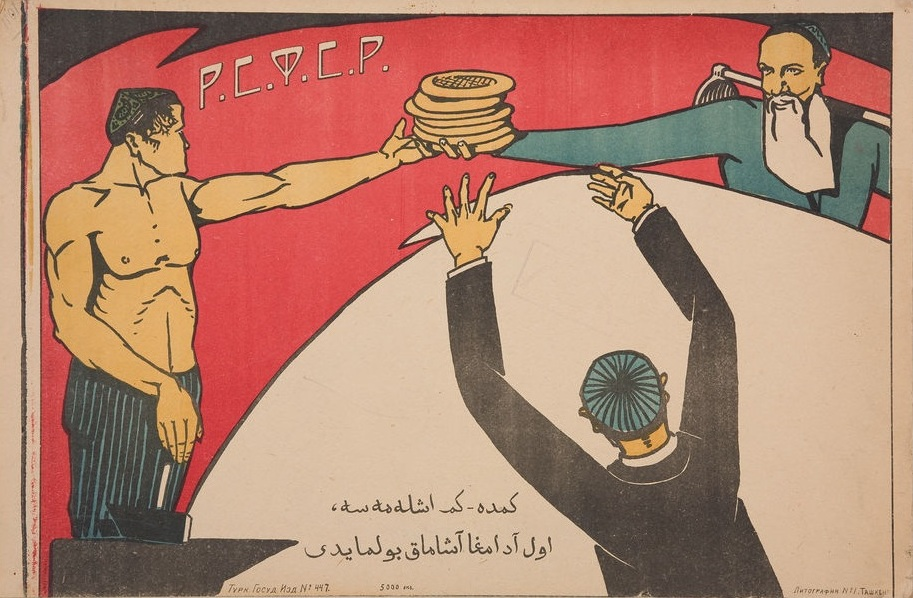
"Quem não trabalha, não come" - pôster soviético publicado no Uzbequistão, 1920

Se alguém não quer trabalhar, que também não coma é um aforismo do Novo Testamento tradicionalmente atribuído ao Apóstolo Paulo, e mais tarde citado por John Smith na colônia do início de 1600 em Jamestown, Virgínia, e pelo revolucionário e líder comunista Vladimir Lenin durante a Revolução Russa de 1917.

## Novo Testamento
O aforismo é encontrado na Segunda Epístola aos Tessalonicenses 3:10, cuja autoria é tradicionalmente atribuída ao Apóstolo Paulo (com Silas e Timóteo), onde se lê:
εἴ τις οὐ θέλει ἐργάζεσθαι μηδὲ ἐσθιέτω
eí tis ou thélei ergázesthai mēdè esthiétō
isso é,
Se alguém não quer trabalhar, que também não coma
A frase grega οὐ θέλει ἐργᾰ́ζεσθαι (ou "thélei ergázesthai") significa "[alguém que] não está disposto a trabalhar". Outras traduções em inglês traduzem isso como "estaria disposto" ou "não for trabalhar", usando o sentido arcaico de "querer" e "desejar" para o verbo  modal "will".

## Jamestown
Na primavera de 1609, John Smith citou o aforismo aos colonos de Jamestown:
Compatriotas, espero que a longa experiência de nossas últimas misérias seja suficiente para persuadir a todos a uma correção presente de si mesmo, E não pensem que nem minhas dores nem as bolsas dos aventureiros jamais os manterão na ociosidade e na preguiça.
...a maior parte deve ser mais trabalhadora, ou morrer de fome...

Você deve obedecer isto agora como uma lei, que aquele que não trabalhar também não deve comer (exceto se por doença estiver incapacitado). Pois o trabalho de trinta ou quarenta homens honestos e trabalhadores não deve ser consumido para manter cento e cinquenta vagabundos ociosos.

## União Soviética

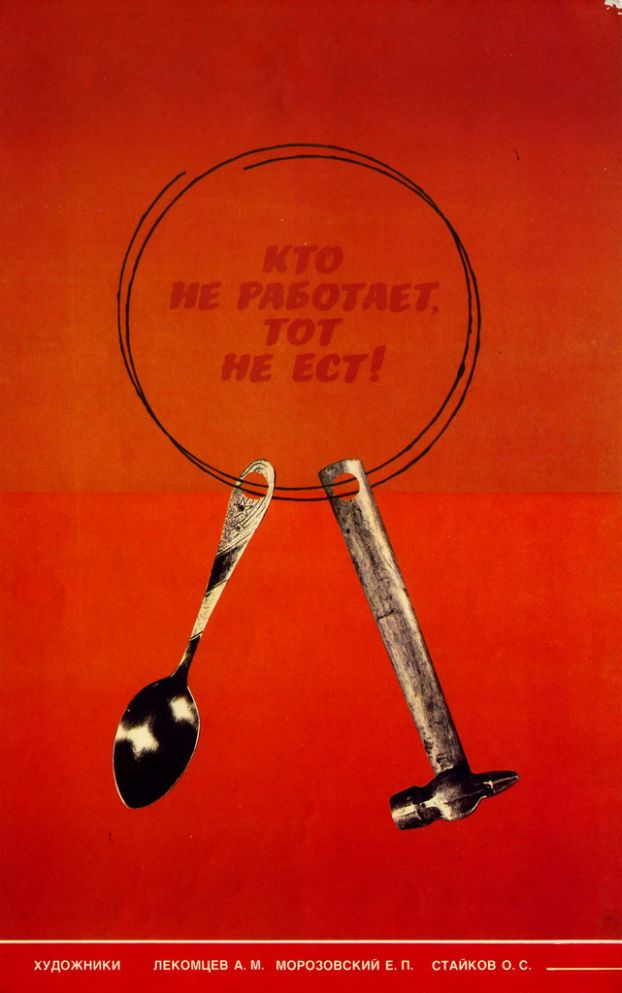
O lema em um pôster soviético dos anos 1920

Segundo Vladimir Lenin, "quem não trabalha não come" é um princípio necessário no socialismo, a fase preliminar  da sociedade comunista. A frase aparece em uma passagem de seu livro de 1917, O Estado e a Revolução, na qual Lenin explica que nos países socialistas apenas indivíduos produtivos devem ter acesso aos bens de consumo.
Na obra de Lenin, o aforismo foi direcionado tanto à burguesia, como "aos que se esquivam de seu trabalho".
O princípio foi enunciado na Constituição russa de 1918, e foi mantido no artigo 12 da Constituição de 1937: 
 O trabalho é, na Rússia, uma questão de dever e de honra para todo cidadão fisicamente capaz. Essa obrigação é baseada no princípio: 'quem não trabalha não come'.
 Criticando Stalin, Leon Trótski escreveu que: "O velho princípio: quem não trabalha não come, tem sido substituído por outro: quem não obedece não come".